# Procesy załogi Ravensbrück

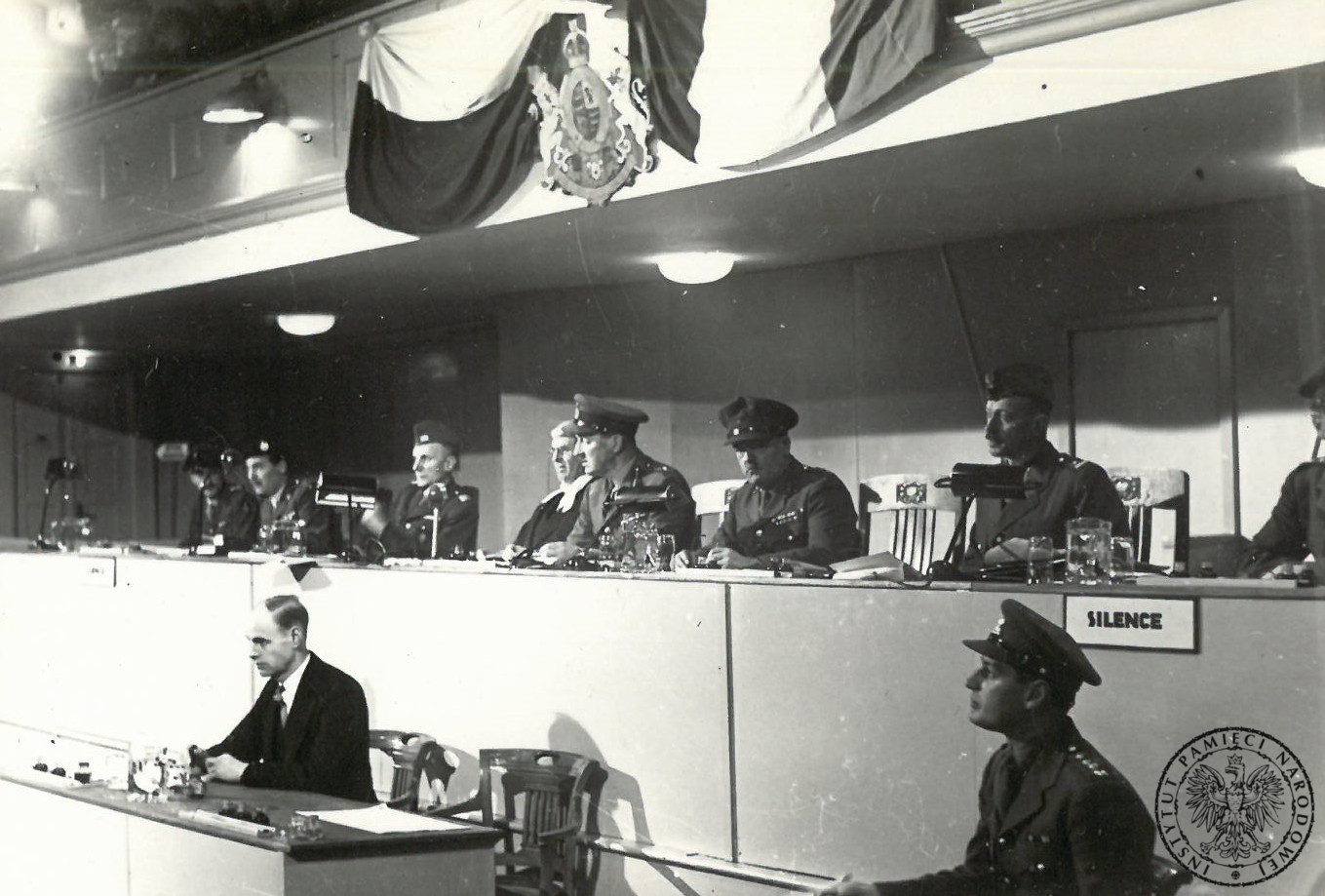
Sędziowie procesu załogi KL Ravensbrück

Procesy załogi Ravensbrück – siedem procesów nazistowskich zbrodniarzy wojennych (w większości kobiet), członków załogi byłego obozu koncentracyjnego Ravensbrück, które odbyły się w Hamburgu przed Brytyjskimi Trybunałami Wojskowymi po zakończeniu II wojny światowej. Wśród oskarżonych znaleźli się zarówno esesmani, jak i kobiety pełniące służbę na różnych stanowiskach w obozie, a także byli więźniowie funkcyjni (kapo i pielęgniarki). W sumie osądzono 38 osób, z czego 21 kobiet.

## Pierwszy proces

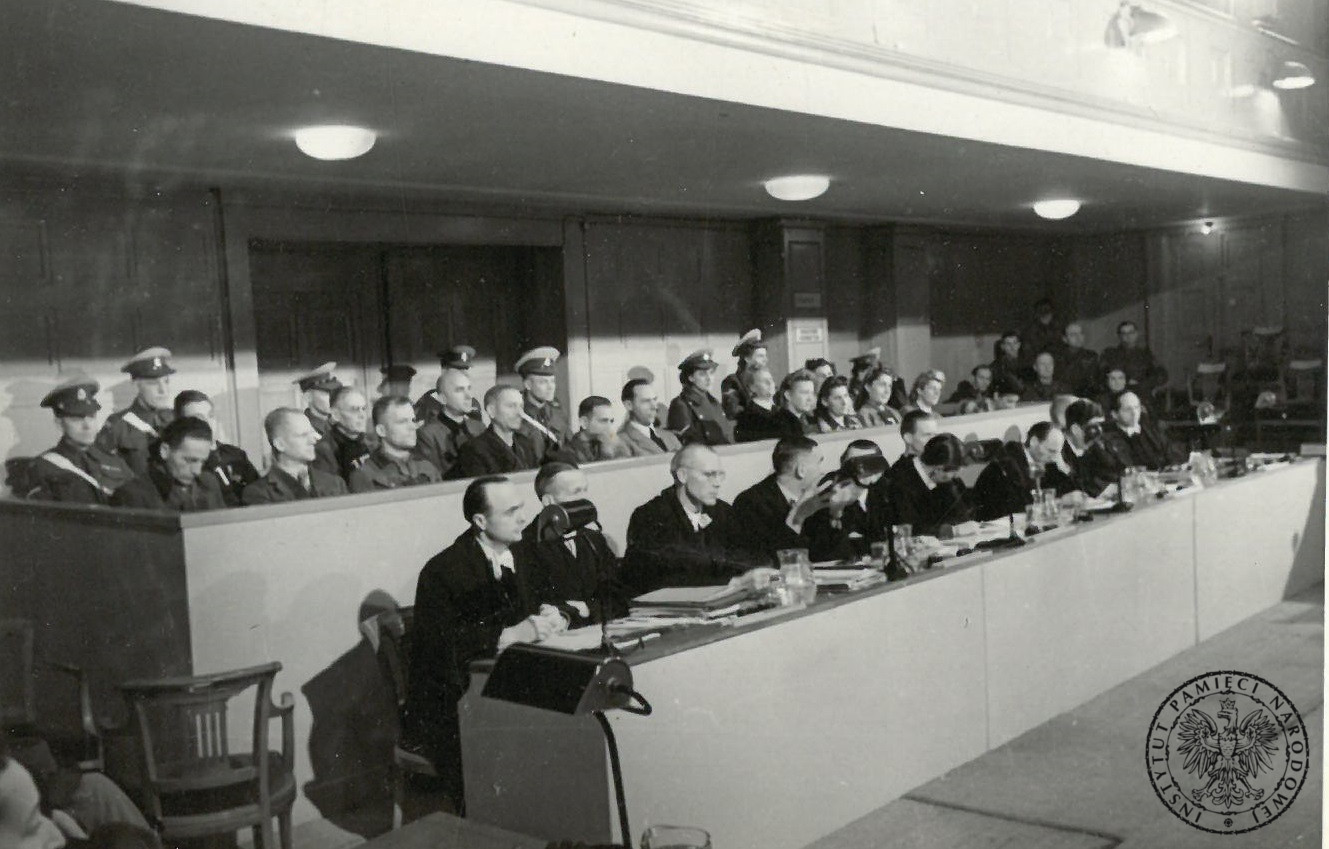
Ława oskarżonych w procesie załogi KL Ravensbrück

Pierwszy proces załogi Ravensbrück toczył się od 5 grudnia 1946 do 3 lutego 1947. Na ławie oskarżonych zasiadło 16 osób, z których jedna, lekarz SS Adolf Winkelmann, zmarł 1 lutego 1947 przed ogłoszeniem wyroku. Wśród oskarżonych znalazły się między innymi okrutne strażniczki SS Dorothea Binz i Elisabeth Marschall, zbrodniczy lekarze SS Percy Treite i Rolf Rosenthal oraz słynąca z sadyzmu kapo Carmen Mory. Oskarżonym zarzucono popełnienie rozlicznych okrucieństw wobec więźniarek Ravensbrück. Wszyscy oskarżeni (z wyjątkiem Winkelmanna) zostali uznanymi za winnych masowej eksterminacji, przeprowadzania eksperymentów pseudomedycznych oraz maltretowania i katowania więźniarek. Zapadło 11 wyroków śmierci przez powieszenie oraz cztery wyroki skazujące na kary pozbawienia wolności od 10 do 15 lat.
Wyroki w pierwszym procesie załogi Ravensbrück:
1. Johann Schwarzhuber, kierownik obozu żeńskiego – śmierć przez powieszenie (wyrok wykonano)
2. dr Rolf Rosenthal, lekarz obozowy – śmierć przez powieszenie (wyrok wykonano)
3. dr Gerhard Schiedlausky, lekarz obozowy – śmierć przez powieszenie (wyrok wykonano)
4. Ludwig Ramdohr, szef obozowego gestapo – śmierć przez powieszenie (wyrok wykonano)
5. Gustav Binder, kierownik obozowej szwalni – śmierć przez powieszenie (wyrok wykonano)
6. Dorothea Binz, nadzorczyni SS – śmierć przez powieszenie (wyrok wykonano)
7. Grete Bösel, nadzorczyni SS – śmierć przez powieszenie (wyrok wykonano)
8. Elisabeth Marschall, nadzorczyni SS – śmierć przez powieszenie (wyrok wykonano)
9. Vera Salvequart, kapo – śmierć przez powieszenie (wyrok wykonano)
10. dr Percy Treite, lekarz obozowy – śmierć przez powieszenie (wyrok nie został wykonany, gdyż oskarżony popełnił samobójstwo 8 kwietnia 1947)
11. Carmen Mory, kapo – śmierć przez powieszenie (wyrok nie został wykonany, gdyż oskarżona popełniła samobójstwo 12 kwietnia 1947)
12. Heinrich Peters, kierownik obozu męskiego – 15 lat pozbawienia wolności
13. dr Martin Hellinger, dentysta obozowy – 15 lat pozbawienia wolności
14. Margarete Mewes, nadzorczyni SS – 10 lat pozbawienia wolności
15. Eugenia von Skene, kapo – 10 lat pozbawienia wolności (zwolniono ją 21 grudnia 1951).

Wyroki śmierci wykonano 2 i 3 maja 1947 (z wyjątkiem Salvequart, którą powieszono 26 czerwca 1947) w więzieniu w Hameln.
Na ławie oskarżonych mieli zasiąść także Fritz Suhren (były komendant Ravensbrück) i Hans Pflaum (odpowiedzialny za pracę przymusową więźniarek), lecz udało im się zbiec. Schwytani w 1949 zostali wydani władzom francuskim. Trybunał wojskowy w Rastatt uznał ich winnymi popełnionych zbrodni i skazał na śmierć przez rozstrzelanie. Wyroki wykonano 12 lipca 1950.

## Drugi proces
Drugi proces załogi Ravensbrück toczył się od 5 do 27 listopada 1947, a jedynym oskarżonym był Friedrich Opitz, kolejny esesman, który zdołał zbiec i nie został osądzony w pierwszym procesie załogi Ravensbrück. Opitz zarządzał jedną z fabryk, w których pracowały więźniarki. Został uznany za winnego i skazany na karę śmierci przez powieszenie, którą wykonano 26 lutego 1948.

## Trzeci proces
Trzeci proces załogi Ravensbrück, zwany także procesem obozu dla dziewcząt Uckermark, toczył się od 14 do 28 kwietnia 1948. Uckermark był podobozem Ravensbrück, pełniącym funkcję obozu poprawczego dla młodych niemieckich kobiet, który został zamieniony pod koniec wojny (w styczniu 1945) w obóz zagłady dla chorych oraz niezdolnych do pracy więźniarek obozu głównego. Oskarżono 5 byłych funkcjonariuszek SS, które pełniły służbę w Uckermark. Akt oskarżenia obejmował zarzuty selekcji więźniarek do komór gazowych oraz ich maltretowania. Trzy oskarżone strażniczki SS zostały uznane za winne, natomiast Lottę Toberentz (byłą kierowniczkę obozu poprawczego) i Johannę Braach (strażniczkę w obozie poprawczym) uniewinniono, gdyż nie pełniły one służby w podobozie Uckermark, gdy stał się on obozem zagłady.
Wyroki w trzecim procesie załogi Ravensbrück (proces Uckermark):
1. Ruth Neudeck, nadzorczyni SS – śmierć przez powieszenie (wyrok wykonano 29 lipca 1948)
2. Margarete Rabe, nadzorczyni SS – dożywocie
3. Elfriede Mohneke, nadzorczyni SS – 10 lat pozbawienia wolności
4. Lotte Toberentz, nadzorczyni SS – uniewinniona
5. Johanna Braach, nadzorczyni SS – uniewinniona

## Czwarty proces
Czwarty proces załogi Ravensbrück toczył się w maju i czerwcu 1948. Na ławie oskarżonych zasiadło 5 oskarżonych należących do sztabu medycznego Ravensbrück, w tym dwóch lekarzy SS i trzy pielęgniarki będące byłymi więźniarkami. Zarzuty stawiane oskarżonym obejmowały masową eksterminację więźniarek w komorach gazowych, przeprowadzanie eksperymentów pseudomedycznych oraz maltretowanie więźniarek. Wyrok ogłoszono 8 czerwca 1948. Wszyscy oskarżeni zostali uznani za winnych.
Wyroki w czwartym procesie załogi Ravensbrück:
1. dr Walter Sonntag, lekarz obozowy – śmierć przez powieszenie (wyrok wykonano 17 listopada 1948)
2. dr Benno Orendi, lekarz obozowy – śmierć przez powieszenie (wyrok wykonano 17 listopada 1948)
3. Gerda Ganzer, więźniarka funkcyjna – śmierć przez powieszenie (wyrok zamieniono na dożywocie)
4. Martha Haake, nadzorczyni SS – 10 lat pozbawienia wolności
5. Liesbeth Krzok, nadzorczyni SS – 4 lata pozbawienia wolności

## Piąty proces
Piąty proces załogi Ravensbrück toczył się w czerwcu 1948. Oskarżenie objęło trzech esesmanów, byłych członków załogi Ravensbrück, którym zarzucono dokonywanie morderstw na więźniach obozu (Arthur Conrad stał na czele plutonu egzekucyjnego). W wyroku, który został ogłoszony 15 lipca 1948, wszystkich oskarżonych uznano za winnych zarzucanych im przestępstw.
Wyroki w piątym procesie załogi Ravensbrück:
1. Arthur Conrad, dowódca plutonu egzekucyjnego – śmierć przez powieszenie (wyrok wykonano 17 października 1948)
2. Walter Schenk, kierownik krematorium – 20 lat pozbawienia wolności
3. Heinrich Schäfer, strażnik – 2 lata pozbawienia wolności

## Szósty proces
Szósty proces załogi Ravensbrück toczył się od 1 do 26 lipca 1948. Na ławie oskarżonych zasiadło dwóch esesmanów, którym zarzucono maltretowanie więźniów w obozie Ravensbrück. Obaj oskarżeni zostali uznani za winnych i skazani na kary pozbawienia wolności.
Wyroki w szóstym procesie załogi Ravensbrück:
1. Kurt Lauer, strażnik – 15 lat pozbawienia wolności
2. Kurt Rauxloh, strażnik – 10 lat pozbawienia wolności

## Siódmy proces
Siódmy proces załogi Ravensbrück toczył się od 2 do 21 lipca 1948. Oskarżenie objęło 6 byłych strażniczek SS pełniących służbę w Ravensbrück. Zarzuty objęły przeprowadzanie selekcji oznaczającej śmierć więźniarek w komorach gazowych oraz ich bicie i katowanie. Dwie oskarżone zostały skazane na karę śmierci, dwie na kary pozbawienia wolności oraz dwie uniewinnione z braku dowodów.
Wyroki w siódmym procesie załogi Ravensbrück:
1. Emma Zimmer, nadzorczyni SS – śmierć przez powieszenie (wyrok wykonano 20 października 1948)
2. Ida Schreiter, nadzorczyni SS – śmierć przez powieszenie (wyrok wykonano 20 października 1948)
3. Ilse Vettermann, nadzorczyni SS – 12 lat pozbawienia wolności
4. Luise Brunner, nadzorczyni SS – 3 lata pozbawienia wolności
5. Anne Klein, nadzorczyni SS – uniewinniona
6. Christine Holthöwer, nadzorczyni SS – uniewinniona